# كيتشي هيرانو
كيتشي هيرانو (باليابانية: 平野恵一؛ بالكانا: ひらの けいいち) هو لاعب كرة قاعدة ياباني، ولد في 7 أبريل 1979 في تاما-كو في اليابان.

## وصلات خارجية
- كيتشي هيرانو على موقع الدوري الياباني لكرة القاعدة (الإنجليزية)
- كيتشي هيرانو على موقعبيزبول رفرنس.كوم (الدوري الثانوي) (الإنجليزية)